# Leende

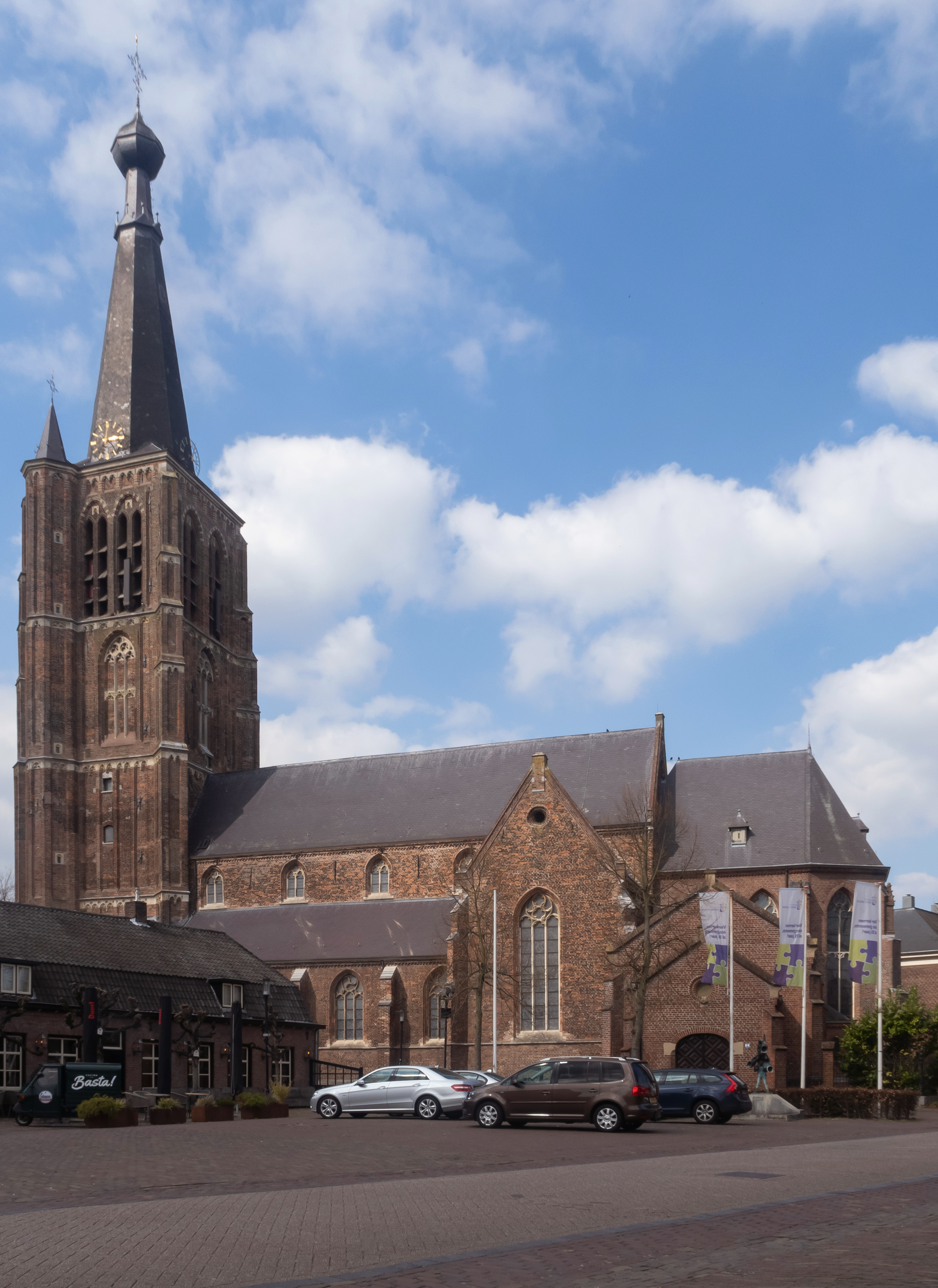
Leende, l'église : de Sint Petrus Bandenkerk

Leende est un village situé dans la commune néerlandaise de Heeze-Leende, dans la province du Brabant-Septentrional. Le 1er janvier 2009, le village comptait 4 301 habitants.

## Histoire
Leende a été une commune indépendante jusqu'au 1er janvier 1997. À cette date, elle fusionne avec Heeze pour former la nouvelle commune de Heeze-Leende.